# Rene Liu
René Liu Ruo Ying (cinese tradizionale: 劉若英; cinese semplificato: 刘若英; pinyin: Liú Ruòyīng; Taipei, 1º giugno 1969) è un'attrice e cantante taiwanese.
È stata la prima attrice ad aver vinto il premio come "Miglior Attrice" agli Asia Pacific Movie Festival, sia per quanto riguarda la produzione televisiva che quella cinematografica. Ha pubblicato diversi album, tra i quali figura "I'm Fine" (pinyin: wŏ hĕn hăo) (我很好）

## Discografia
- 少女小漁-劉若英的美麗與哀愁 (1995)
- 雨季 (1995)
- 到處亂走 (1996)
- 很爱很爱你 / hĕn ài hĕn ài nĭ (1998)
- 我等你 (2000)
- 年華 (2001)
- 收穫 (2001)
- Love and the city (2002)
- 單身日誌演唱會LIVE全記錄 (2003)
- 我的失敗與偉大 (2003)
- 滾石香港黃金十年-劉若英精選 (2004)
- 20 30 40 愛得精采 (2004)
- 聽說? (2004)
- 一整夜 (2005)
- 〈生日快樂〉電影 原聲音樂 (2007)
- 我很好 (2008)
- Rene精選輯 (2008)
- 〈一個好爸爸〉電影 原聲音樂 (2008)
- 在一起 (2010)
- 親愛的路 (2013)
- 我要你好好的 (2015)

## Filmografia
- Speed Angels (2011) - Han Bing
- Mayday 3DNA (2011)
- Love in Space (2011)
- Mr. and Mrs. Single (2011) - Mandy
- Hot Summer Days (2010) - Li Yan
- Run Papa Run (2008) - Mabel Chan
- Kidnap (2007) - Ispettore Ho Yuan-chun
- The Matrimony (2007) - Sansan
- Happy Birthday (2007) - Mi
- A World Without Thieves (2004) - Wang Li
- 20 30 40 (2004) - Xiang Xiang
- The Butterfly Lovers (2004) (voce)
- Double Vision (2002) - Ching-fang
- Migratory Bird (2001)
- X-Roads (2001) - Yang Shao
- Fuggendo nella notte (2000) - Wei Ying Er
- "April Rhapsody" (2000) mini serie TV - Zhang Youyi
- "Toshinden Subaru, the New Generation" (2000) serie TV - Rook Castle
- The Personals (1998) - Dr. Du Jia-zhen
- Murmur of Youth (1997) - Mei-li Chen
- A Chinese Ghost Story: The Tsui Hark Animation (1997) (voce) - Xiaodie
- Tonight Nobody Goes Home (1996) - Xiaoqi
- Accidental Legend (1996)
- Red Persimmon (1996)
- Thunder Cop (1996) - Liu, Mei-Ying
- The Peony Pavilion (1995) - La cantante pop Liu Yu-mei
- Siao Yu (1995) - Lin Siao Yu
- Don't Cry, Nanking (1995) - Shuqin